# Couch (Band)
Couch ist eine deutsche Instrumental-Band aus München. Sie besteht aus Jürgen Söder (Gitarre), Thomas Geltinger (Schlagzeug), Michael Heilrath (Bass) sowie Stefanie Böhm (Keyboard), die auch bei Ms. John Soda spielt.
Couch wird oft im Zusammenhang mit The Notwist, Tied & Tickled Trio und Lali Puna genannt, welche alle aus dem Raum um Weilheim in Oberbayern kommen.

## Diskografie
- 1995: Couch (Album, Kollaps)
- 1996: #3 / Suppenkoma (7"-Single, Kollaps)
- 1997: Etwas benutzen (Album, Kollaps / Kitty-Yo)
- 2000: Fantasy (Album, Kollaps / Kitty-Yo / Matador)
- 2001: Profane (Album, Kollaps / Kitty-Yo / Matador)
- 2006: Figur 5 (Album, Morr Music)